# Sioux Lookout
Sioux Lookout – miejscowość (ang. town) w Kanadzie, w prowincji Ontario, w dystrykcie Kenora.
Powierzchnia Sioux Lookout to 378,64 km². Według danych spisu powszechnego z roku 2001 Sioux Lookout liczy 5336 mieszkańców (14,09 os./km²).